# 左近義弼
左近 義弼（さこん よしすけ、慶応元年9月5日（1865年10月24日） - 昭和19年（1944年）9月1日）は、日本の聖書学者、聖書翻訳者。青山学院の教授(1907年-1937年)。子としては、東京神学大学名誉教授左近義慈、『落城日記』などの著者・左近義親、医師の左近さくらがいる。東京神学大学元学長左近淑は義理の孫。

## 生涯
越前国敦賀に近い杉津出身の農家に生まれる。父・左近孫太夫、母・そうの三男。姉・さき、兄・孫太夫、次兄・中蔵。
1877年に小学校・尋常科を卒業。父の農作業を手伝いながら、向学心に燃えて福沢諭吉の『世界国尽』や『学問のススメ』を読みふける。
1880年には、小学校教師に就任。1882年福沢諭吉の元で学ぶため上京して、翌年、慶應義塾で学び、1884年からは時事新報社で働きながら学業を続ける。1885年から同社編集局校正係に就任。
1887年渡米して、1890年アメリカ・ニューヨークで初めて聖書を読んで、キリスト教に入信する。キリスト教に関する研究を志して、Pennington Seminaryに入学し、1892年にドルー神学校に入学し、James StrongやRobert W. Rogersらに師事して、ヘブライ語とギリシャ語とを修めて、1895年に卒業。その後もペンシルベニア大学、ボストン大学、シカゴ大学などでE.C. MitchellやW.R. Harperらの指導を受ける。
1895年に、米国メソジスト教会の年会試験にて優等の成績をもって牧師の資格を与えられる。
1896年、オハイオ州クリーブランドで行われたメソジスト教会総会に来訪した本多庸一と会う。本多から初めて日本のキリスト教界のことを聞き、聖書を手渡される。文語訳聖書の改訳の必要を痛感して翻訳を志すようになる。
1898年、M. C. ハリス監督の招きでカリフォルニア州、オークランド美以教会の牧師に就任（1年間）
1900年にはサンフランシスコ美以教会内に設置された英和学校（Anglo-Japanese Methodist Episcopal Training School）の校長に就任し、神学部、普通科で英文教授として勤務。
1901年より『喜の音（Glad Tidings）』記者を兼務。1902年に同紙2月号で、足尾銅山鉱毒事件の被害民に同情を示す一文を草し、古河市兵衛を糾弾し、3月号では帝王論を載せたことから、サンフランシスコ在留の日系人社会からの反発を招き、筆禍事件（不敬事件）に発展、同年7月16日に記者を辞任。
森村市左衛門の援助を受けて、ニューヨークに居を移す。
1902年から1905年にかけて、ユニオン神学校で、F. Brown, C. A. Briggs, C. P. Fagnaniらに師事し、聖書原語を学ぶ。
1903年8月22日に津田まつと結婚。まつは津田端・まさの三女で、宮城女学院を卒業している。10月30日には夫婦で米国に帰化する。
1904年頃和訳聖書を試訳して、『護教』の主筆の別所梅之助に送り、助言を求めた。
左近の翻訳した「ロマ書」が、1905年に内村鑑三の『聖書之研究』に掲載された。
1906年8月末に日本に帰国し、鎌倉材木座にあった森村氏別邸に居住。1909年に日本国籍を回復し、翌年に赤坂区青山南町に転居。
1907年秋から青山学院神学部教授となり聖書語学と旧約聖書学を1937年まで教えた。恩師の福沢諭吉に倣って、平易な分かりやすい和訳聖書を目指して翻訳に取り組んだ。
1914年出版の「耶蘇伝」は、森村開作氏の主唱で森村市左衛門がクリスチャンになったことの祝賀記念として出版され、福澤桃介、和田豊治、大倉文二の諸氏からの出資もあった。
1917年頃から10数年間、聖書翻訳の傍ら、社会問題についても取り組むようになった。それらは、玄米食の勧めからローマ字の普及など多岐に亘った。左近式ローマ字を開発した。
1920年までに、聖書改訳を全うする予定であったが、1944年の死去まで、ついに完了できなかった。出版されたものは、雑誌掲載のものを併せて旧約聖書の19％、新約聖書の73％となる。1944年9月1日午後3時30分逝去。10月1日に青山学院礼拝堂で記念会が行われた。墓所は多磨霊園にある。
　

## 日ユ同祖論
きよめ教会の機関紙「きよめの友」（1948年5月10日）に、生田目俊造の「神秘日本」という題の投稿が載り、その中で「A学院のS博士が八咫の鏡に古代ヘブライ文字が書かれており、我はありてあるものなりと刻まれていたのを確認した」という話が掲載されている。これは、左近が見たものを中田重治に伝え、それを生田目が中田から聞いたという内容である。この話はきよめ教会系の教団である、基督兄弟団、基督聖協団では有名な話である。しかし、この投稿記事が出た時点では、中田も左近も故人で、事実の検証不可能であった。

## 著書
- 『国字としてのローマ字』聖書改訳社　1917
- 『日本人の日本食』婦人之友社　1918
- 『社会改造の根本問題』聖書改訳社　1920
- 『幸福なる常識生活 一名神の国は近づけり』聖書改訳社　1928

## 翻訳
- 『ロマ書』(1905年)
- 『マタイの伝へし福音書』博文館（1907年）
- 『詩篇』聖書改訳社（1909年）
- 『創世記』聖書改訳社(1911年)
- 『耶蘇伝　新約聖書』編訳　聖書改訳社（1914年）
- 『耶蘇教の初代－使途行伝』訳編　聖書改訳社（1919年）
- 『ヨハネのつたへし福音書』第一書房（1942年）